# The Right to Love
The Right to Love (bra: O Direito de Amar, ou Direito de Amar) é um filme estadunidense de 1930, do gênero drama, dirigido por Richard Wallace, com roteiro de Zoë Akins baseado no romance Brook Evans, de Susan Glaspell.
The Right to Love é uma das produções que, com o advento do som, transformaram a estrela da Broadway Ruth Chatterton, aqui em papel duplo, na "Primeira Dama do Cinema", o filme foi saboreado especialmente pelas mulheres. A história é uma celebração da moderna liberdade feminina e baseia-se no bestseller Brook Evans, de Susan Glaspell, uma das escritoras americanas mais respeitadas na época.

## Sinopse
Brook Evans tem uma filha fora do casamento com um jovem, que logo é assassinado. Para satisfazer a família e criar a menina com mais conforto, ela aceita casar-se com um rancheiro. Quando descobre que o rancheiro não é seu verdadeiro pai, Naomi larga tudo para tornar-se missionária na China. À beira da morte, Brook, que prometera a si mesma que sua filha conheceria o verdadeiro amor, escreve-lhe uma carta e a convence a esquecer seus votos e apaixonar-se.

## Elenco
| Ator/Atriz        | Personagem                |
| ----------------- | ------------------------- |
| Ruth Chatterton   | Brook Evans/Naomi Kellogg |
| Paul Lukas        | Eric                      |
| David Manners     | Joe Copeland              |
| Irving Pichel     | Caleb Evans               |
| Louise Mackintosh | Sra. Copeland             |
| Oscar Apfel       | William Kellogg           |
| Veda Buckland     | Sra. Kellogg              |
| George Baxter     | Tony                      |
| Robert Parrish    | Willie                    |
| Edna West         | Sra. Waite                |

## Principais prêmios e indicações
| Prêmio     | Categoria         | Recipiente       | Resultado                   |
| ---------- | ----------------- | ---------------- | --------------------------- |
| Oscar 1931 | Melhor fotografia | Charles Lang Jr. | Indicado[carece de fontes?] |